# باني بيرس
باني بيرس (بالإنجليزية: Bunny Pearce)‏ هو لاعب كرة قاعدة أمريكي، ولد في 17 مارس 1885 في كورنينغ في الولايات المتحدة، وتوفي في 22 مايو 1933 في براونزتاون في الولايات المتحدة.

## وصلات خارجية
- باني بيرس على موقعبيزبول رفرنس.كوم (الدوري الرئيسي) (الإنجليزية)
- باني بيرس على موقعبيزبول رفرنس.كوم (الدوري الثانوي) (الإنجليزية)